# Невестулков лемур
Невестулковият лемур (Lepilemur mustelinus) е вид бозайник от семейство Тънкотели лемури (Lepilemuridae). Видът е почти застрашен от изчезване.

## Разпространение и местообитание
Разпространен е в Мадагаскар.